# قضيب تحريك

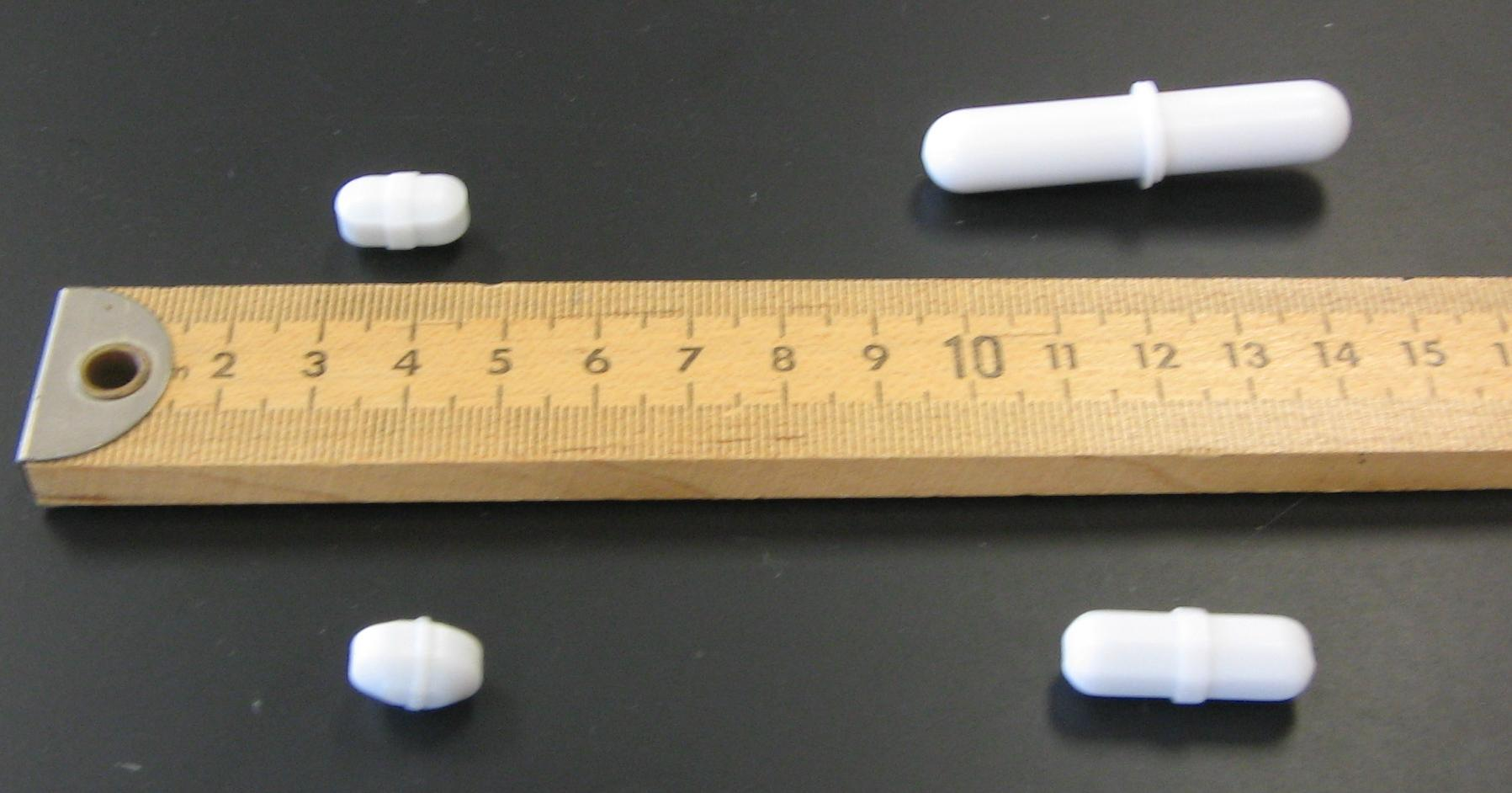
أربعة قضبان تحريك مختلفة الطول، ومقاييسها.

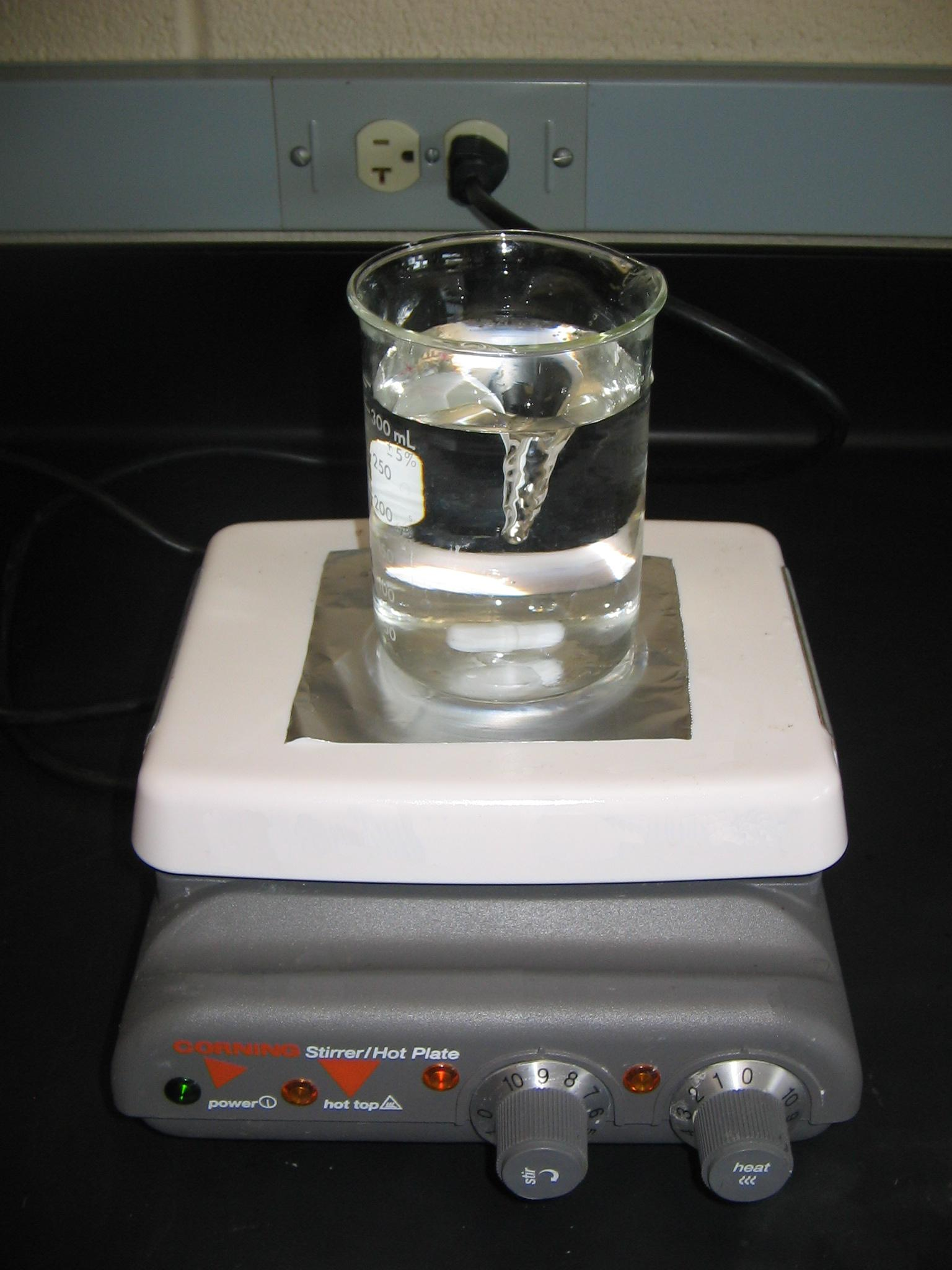
قضيب تحريك أثناء عملية الخلط، ويحركه مغناطيس كهربائي دوّار أسفل منه.

قضيب تحريك أو كبسولة تحريك هي عبارة عن قطعة أو قضيب مغناطيسي يستخدم في خلط أو مزج محلول ما و هي إحدى الأدوات المخبرية. يوضع قضيب التحريك (مغناطيسي) في الإناء المحتوي على المواد المراد تقليبها وخلطها، ويوجد أسفل منه جهاز مغناطيسي كهربائي دوار يعمل على تحريك القضيب. قضبان التحريك لا تتفاعل مع المحلول الكيميائي حيث أنها خاملة كيميائياً، لذا فهي لن تؤثر على مجرى سير التفاعل. يستخدم قضيب التحريك في التفاعلات التي لا تتطلب كميات كبيرة من المواد المتفاعلة، فهو يستخدم كثيرا في المختبرات العلمية.